# Fady Elsayed
Fady Elsayed (Londra, 15 settembre 1993) è un attore britannico.

## Biografia
Nato il 15 settembre 1993 al'Ospedale di Saint Mary di Londra. Ha origini egiziane. A 16 anni, si è iscritto alla scuola di recitazione The Young Actors Theatre di Islington.
Nel 2012, ha ottenuto il suo primo ruolo da protagonista nel film My Brother the Devil. Per il ruolo di Mo in My Brother the Devil è stato candidato come miglior esordiente al BFI London Film Festival. Ha ricevuto anche una nomination all'ALFS Award come giovane interprete britannico dell'anno. In seguito, è apparso in diverse serie TV, come Casualty, Testimoni silenziosi e Penny Dreadful.
Nel 2016, è stato scelto per il ruolo di Ram Singh nella serie spin-off di Doctor Who, Class. Tra il 2018 e il 2020, riprende il ruolo di Ram in sei opere audio della Big Finish Productions.
Nel 2021 è stato annunciato che avrebbe preso parte alla seconda stagione di Gangs of London.

## Filmografia parziale

### Cinema
- My Brother the Devil, regia di Sally El Hosaini (2012)
- Ill Manors, regia di Ben Drew (2012)
- A Private War, regia di Matthew Heineman (2018)

### Televisione
- Casualty – serie TV, un episodio (2012)
- Testimoni silenziosi (Silent Witness) – serie TV, 2 episodi (2014)
- Penny Dreadful – serie TV, un episodio (2014)
- Law & Order: UK – serie TV, un episodio (2014)
- River – serie TV, un episodio (2015)
- The Aliens – serie TV, un episodio (2016)
- Class – serie TV, 7 episodi (2016)
- Baghdad Central – serie TV, 4 episodi (2020)
- Gangs of London – serie TV, 10 episodi (2022-In corso)
- Kaos – serie TV, 4 episodi (2024)

## Doppiatori italiani
Nelle versioni in italiano delle opere in cui ha recitato, Fady Elsayed è stato doppiato da:
- Edoardo Lomazzi in Gangs of London (st. 2)
- Federico Talocci in Gangs of London (st. 3)
- Alessandro Fattori in Baghdad Central
- Manuel Meli in A Private War